# Percy Jackson y los dioses del Olimpo (serie de televisión)
Percy Jackson y los dioses del Olimpo (en idioma original, Percy Jackson and the Olympians) es una serie de televisión estadounidense para el servicio de transmisión Disney+, basada en la serie de novelas del mismo nombre de Rick Riordan. Jonathan E. Steinberg y Dan Shotz son los showrunners, y cada temporada adapta una entrega de la serie de libros.Walker Scobell interpreta a Percy Jackson, junto a Leah Sava Jeffries como Annabeth y Aryan Simhadri como Grover. 
El desarrollo de la serie comenzó en mayo de 2020, luego de una propuesta de Riordan a Disney Branded Television. Jonathan E. Steinberg y Dan Shotz fueron anunciados como showrunners en julio de 2021, y James Bobin fue contratado para dirigir el primer episodio en octubre. Scobell fue elegido para el papel principal en enero de 2022, y Jeffries y Simhadri se unieron al elenco en mayo. En septiembre, Anders Engström y Jet Wilkinson también dirigirían varios episodios de la serie. El rodaje comenzó en junio de 2022 y concluyó en febrero de 2023, con miembros adicionales del elenco revelados a lo largo de 2022 y 2023.
Percy Jackson and the Olympians se estrenó el 19 de diciembre de 2023 y la primera temporada consta de ocho episodios. 
La serie fue renovada para una segunda temporada el 7 de febrero de 2024.

## Premisa
El semidiós Percy Jackson, de 12 años, es acusado por el dios griego Zeus de robarle su rayo y corre para encontrarlo y restaurar el orden en el Olimpo.

## Reparto

### Principales
- Walker Scobell como Percy Jackson, un joven semidiós e hijo de Poseidón.[4]
- Leah Sava Jeffries como Annabeth Chase, la hija de Atenea que lleva cinco años entrenando en el Campamento Mestizo.[5]
- Aryan Simhadri como Grover Underwood, el mejor amigo de Percy y un sátiro que se disfraza de un niño de 12 años.[5]

### Secundarios
- Virginia Kull como Sally Jackson, la madre de Percy.[6]
- Glynn Turman como Quirón / Mr. Brunner, un centauro disfrazado de profesor de latín de Percy.[6]
- Jason Mantzoukas como Dionysus / Mr. D, el jefe del Campamento Mestizo.[6]
- Megan Mullally como Alecto / Ms. Dodds, la severa profesora de matemáticas de Percy que sirve al dios Hades como una de las tres Furias.[6]
- Timm Sharp como Gabe Ugliano, esposo de Sally y padrastro abusivo de Percy.[6]
- Dior Goodjohn como Clarisse La Rue, una hija de voluntad fuerte de Ares que intimida a Percy.[7]
- Charlie Bushnell como Luke Castellan, un espadachín hijo de Hermes que es el consejero de la cabaña de Hermes.[7]
- Adam Copeland como Ares, el arrogante y atrevido dios de la guerra.[8]
- Andrew Alvarez como Chris Rodriguez, hijo de Hermes y medio-hermano de Luke.
- Nick Boraine como Cronos, el Rey de los Titanes y abuelo de Percy. Es la identidad de la voz sin nombre, que aparece en los sueños de Percy.[9]

### Invitados
- Olivea Morton como Nancy Bobofit, la mascota de maestro contundente que disfruta atormentando a Percy.[7]
- Kathleen Duborg como Helena, una dríada y figura materna de Grover.
- Jason Gray-Stanford como Maron, sátiro miembro del Consejo de Ancianos Cloven.
- Garfield Wilson como Leneus, sátiro miembro del Consejo de Ancianos Cloven
- Jennifer Shirley como Pita, el Oráculo de Delfos cuyos restos momificados se encuentran en el Campamento Mestizo.
- Sara J. Southey como Tisífone, miembro de las Furias (Erinias).
- Jessica Parker Kennedy como Medusa, una gorgona que vive en soledad y tiene un pasado con Poseidón y Atenea.[8]
- Suzanne Cryer como Equidna, la amenazante madre de los monstruos.[8]
- Jelena Milinovic como Eudora, una Nereida que trabaja para Poseidón.
- Cindy Piper como Cloto, una de las tres Moiras, las diosas del destino. Ella es la Moira que teje el hilo de la vida de las personas.
- La Nein Harrison como Láquesis, una de las tres Moiras, las diosas del destino. Ella es la Moira que mide el hilo de la vida de una persona.
- Joyce Robbins como Átropos, una de las tres Moiras, las diosas del destino. Ella es la Moira quien corta el hilo de la vida de una persona.
- Timothy Omundson como Hefesto, el dios de los herreros.[10]
- Ted Dykstra como Augustus, un sátiro mayor y conocido de Grover, buscador del dios Pan.
- Lin-Manuel Miranda como Hermes, el mensajero de los dioses.[11]
- Julian Richings como Procusto, un monstruo hijo de Poseidón y medio hermano de Percy, además vendedor de camas de agua que estira a las personas hasta el tamaño de la cama, quien custodia la entrada al inframundo. Richings interpretó previamente a Caronte en la película de Percy Jackson y El ladrón del rayo.
- Travis Woloshyn como Caronte, el barquero del río Estigia.
- Jay Duplass como Hades, el dios del inframundo.[10]
- Toby Stephens como Poseidón, el padre ausente de Percy y dios del mar que es terco e impulsivo.[12]
- Lance Reddick como Zeus, el dios feroz de los Olímpos cuyo rayo ha sido robado.[12]

Además, Azriel Dalman interpreta a un Percy Jackson más joven. El autor de la serie Rick Riordan hace cameos en el despacho del director de la Academia Yancy y como estatua en el Emporio de Gnomos de Jardín de la Tía Em.

## Episodios
La serie contará con ocho episodios. El episodio piloto fue escrito por Rick Riordan y Jonathan E. Steinberg, con James Bobin como director. Anders Engström dirigirá los episodios tercero y cuarto, mientras que Jet Wilkinson dirigirá el quinto y sexto.
| N.º | Título | Dirigido por    | Escrito por                                | Fecha de emisión original |
| --- | --- | --------------- | ------------------------------------------ | ------------------------- |
| 1 | «I Accidentally Vaporize My Pre-Algebra Teacher» «Pulverizo Accidentalmente a mi Profesora de Introducción al Álgebra» | James Bobin     | Rick Riordan & Jonathan E. Steinberg       | 19 de diciembre de 2023   |
| Percy Jackson, de 12 años, está de excursión al Museo Metropolitano de Arte, donde el Sr. Brunner, su profesor de latín, le entrega una espada llamada "Riptide" en forma de bolígrafo. Percy, sin darse cuenta, empuja a la matona de la clase Nancy Bobofit a una fuente de agua, lo que llama la atención de la profesora de álgebra, la Sra. Dodds, quien se revela como una Furia. Percy golpea a Dodds con Riptide y luego descubre que aparentemente nadie más recuerda la existencia de Dodds. Percy regresa a casa con su padrastro Gabe Ugliano y su madre Sally Jackson. Percy y Sally se dirigen a su cabaña en Montauk, donde Sally le dice a su hijo que los dioses y monstruos griegos son reales. El amigo de clase de Percy, Grover Underwood, se revela inadvertidamente como un sátiro, llega y le dice a Sally que traslade a Percy al Campamento Mestizo. Los tres son atacados por un Minotauro en su camino, y el Minotauro hace desaparecer a Sally, lo que hace que Percy lo mate con ira. El colapsa al llegar al campamento y es recibido por Quirón después de despertar. | |                 |                                            |                           |
| 2 | «I Become Supreme Lord of the Bathroom» «Me convierto en Señor Supremo del Lavabo»                                     | James Bobin     | Rick Riordan & Jonathan E. Steinberg       | 19 de diciembre de 2023   |
| Percy se despierta en la enfermería del campamento con Grover junto a su cama. El conoce al Sr. D, el director del campamento, y se da cuenta de que el Sr. Brunner es Quirón, que es un centauro. Quirón le ordena a Percy que se quede en la cabaña de Hermes hasta que su piadoso padre lo reclame. Percy conoce a campistas como Luke Castellan y Clarisse La Rue, y prueba diferentes actividades para descubrir sus habilidades. Clarisse y sus amigos intentan sumergir la cabeza de Percy en el inodoro, pero Percy los golpea con sus poderes de agua. Annabeth Chase recluta a Percy para su equipo para un juego de capturar la bandera. Luke le cuenta a Percy su historia de fondo de cómo él y Thalia Grace reclutaron a Annabeth y partieron hacia el campamento, y que solo él y Annabeth lograron llegar. Comienza la captura de la bandera, y Percy repele un ataque de Clarisse y sus amigos, mientras que el equipo azul, formado por las cabañas de Athena y Hermes, gana. Annabeth empuja a Percy al agua del lago, lo que hace que las heridas de Percy sanen. Luego, Percy es reclamado por Poseidón, el dios del mar. El se muda a la cabaña de Poseidón y le dicen que Zeus lo ha acusado de robar su Rayo Maestro y que se producirá una guerra si no lo devuelve dentro de una semana. A Percy se le asigna una misión para encontrar el rayo. | |                 |                                            |                           |
| 3 | «We Visit the Garden Gnome Emporium» «Visitamos el Emporio de Gnomos en el Jardín»                                     | Anders Engström | Jonathan E. Steinberg & Monica Owusu-Breen | 26 de diciembre de 2023   |
| Percy recibe una profecía del Oráculo, que parece confirmar que el Rayo Maestro está con Hades en el inframundo debajo de Los Ángeles. Quirón le pide a Percy que elija a otros dos campistas para que lo acompañen en su búsqueda, y Percy elige a Annabeth y Grover. Antes de irse, Percy también recibe un par de zapatos alados de parte de Luke. Los tres comienzan un viaje en autobús a través del país y son atacados por Alecto, que se había reformado previamente, y Tisiphone en Nueva Jersey. Ellos se las arreglan para escapar y encontrar el hogar de Medusa. Ella intenta convencer a Percy de que ella no es un monstruo sino una víctima de los caprichos de los dioses, y le pide que traicione a sus amigos a cambio de ayuda para salvar a su madre. Luego, el trío trabaja en conjunto para decapitar a Medusa. Percy luego usa la cabeza de Medusa para petrificar a Alecto. Después de desacuerdos con Annabeth y Grover, Percy les revela que la profecía decía que sería traicionado por un amigo. Luego, los tres se aclaran y Percy decide enviar la cabeza de Medusa al Olimpo. | |                 |                                            |                           |
| 4 | «I Plunge to My Death» «Me Aboco a Mi Muerte»                                                                          | Anders Engström | Jonathan E. Steinberg & Joe Tracz          | 2 de enero de 2024        |
| Percy, Annabeth y Grover continúan hacia el oeste en un tren. El trío descubre que su cabaña fue saqueada por una mujer, que se revela como Echidna y está entrenando a una joven Quimera que envenena a Percy. Después de que el tren llega a St. Louis, el trío busca refugio dentro del Arco Gateway, ya que es un monumento a Atenea. Percy comienza a deteriorarse por el veneno, por lo que Annabeth decide llevarlo a la cima del Arco para buscar ayuda de Atenea. Annabeth luego aprende por el lenguaje monstruoso de Echidna que Atenea se sintió avergonzada después de que la cabeza de Medusa llegó al Monte Olimpo y permitió que Echidna y la Quimera entraran al Arco. Percy decide quedarse atrás y permitir que Grover y Annabeth escapen. Después de una batalla fallida con la Quimera, Percy cae del Arco y es arrastrado al Río Mississippi. Allí él conoce a una Nereida que le ayuda a darse cuenta de que puede respirar bajo el agua. | |                 |                                            |                           |
| 5 | «A God Buys Us Cheeseburgers» «Un Dios nos invita Hamburguesas»                                                        | Jet Wilkinson   | Rick Riordan & Jonathan E. Steinberg       | 9 de enero de 2024        |
| Annabeth ve a Atropos cortando un hilo que significa una muerte inminente antes de que ella y Grover se reúnan con Percy. Percy les dice que necesitan reunirse con Poseidón en Santa Mónica antes de enterarse de que los tres se han convertido en criminales buscados debido a los acontecimientos en el tren y en el Arco. Luego, el trío se encuentra con Ares, quien se ofrece a ayudarlos si Percy y Annabeth recuperan su escudo de Waterland. Los dos encuentran el escudo dentro de un túnel del amor, pero Percy tiene que quedar atrapado en el trono dorado de Hefesto para que el escudo se libere. Annabeth convence a Hefesto para que libere a Percy. Ares le da al trío una mochila con suministros y los lleva a un camión de reparto del zoológico con destino a Las Vegas, donde podrán recibir ayuda de Hermes en el Casino Lotus. Grover luego les dice a Percy y Annabeth que sabe quién robó el Rayo Maestro de sus conversaciones con Ares. | |                 |                                            |                           |
| 6 | «We Take a Zebra to Vegas» «Cebra hasta Las Vegas»                                                                     | Jet Wilkinson   | Jonathan E. Steinberg & Joe Tracz          | 16 de enero de 2024       |
| Después de que Percy escucha a escondidas un sueño en el que una voz misteriosa que se presenta como su director de la Academia Yancy habla con el ladrón del rayo, el trío llega a Las Vegas e informa a Luke a través de un mensaje de Iris que Clarisse podría ser la ladrona. En el Casino Lotus, Grover encuentra a un amigo de la familia, quien dice que encontró a Pan, y Percy y Annabeth encuentran a Hermes, quien se niega a ayudarlos. Luego se dan cuenta de que, sin saberlo, han estado dentro del casino durante días debido a que el aire del casino contiene fruta de loto. Después de reunirse con Grover, ellos encuentran el auto de Hermes, que tiene instrucciones para llegar al Inframundo proporcionadas por Hermes, y el auto los lleva a la playa de Santa Mónica. En el agua, Percy se entera por una Nereida que la fecha límite de su búsqueda había pasado y su padre se fue a prepararse para la guerra. Percy promete continuar su búsqueda y recibe cuatro perlas para escapar del Inframundo. | |                 |                                            |                           |
| 7 | «We Find Out the Truth, Sort Of» «Descubrimos la Verdad, Más o Menos»                                                  | Anders Engström | Andrew Miller                              | 23 de enero de 2024       |
| En un flashback, Sally lleva a Percy a una nueva escuela. Abrumada porque Percy lucha contra el abandono y comienza a ver criaturas míticas, Sally contacta a Poseidón, quien la disuade de llevar a Percy al Campamento Mestizo para que pueda forjar su propia identidad. En la actualidad, Percy se enfrenta a Procrustes y obtiene acceso a su pasaje secreto al Inframundo. El trío se encuentra con Caronte, quien convoca a Cerbero. Annabeth domestica al perro permitiéndoles escapar, pero Grover se da cuenta de que perdió su perla. En los Campos de Asfódelos, Annabeth se queda atascada y tiene que usar su perla. Después de llegar al Tártaro, Grover casi es arrastrado al pozo por los zapatos voladores y Percy luego descubre el Rayo Maestro en su mochila regalada. Percy y Grover continúan hasta el Palacio de Hades, y Hades se ofrece a devolver a Sally si Percy le da su Yelmo de la Oscuridad, que también fue robado. Percy se da cuenta de que Cronos organizó los robos debido a su antiguo rencor contra sus hijos. Hades se ofrece a protegerlos a cambio del Rayo, pero Percy se niega. Los dos usan sus perlas y son llevados a Montauk, donde se reúnen con Annabeth antes de ser confrontados por Ares. | |                 |                                            |                           |
| 8 | «The Prophecy Comes True» «La Profecía se cumple»                                                                      | Jet Wilkinson   | Craig Silverstein                          | 30 de enero de 2024       |
| En un flashback, Percy y Luke practican sparring. En el presente, Percy desafía a Ares a una pelea y el primero en sacar sangre gana tanto el rayo como el yelmo. Después de convocar una ola, Percy corta a Ares y luego le devuelve el yelmo a Alecto. Percy viaja al Olimpo en lo alto del Empire State Building y le devuelve el Rayo a Zeus, quien, sin embargo, planea continuar su guerra. Cuando Zeus está a punto de atacar a Percy, Poseidón llega y se rinde y los dos acuerdan informar juntos al consejo de la amenaza de Cronos. Después de que Poseidón lo envía de regreso al Campamento Mestizo, Percy recibe una bienvenida de héroe. Mientras está a solas con Luke, Percy lo acusa de ser el ladrón, ya que Luke le dio los zapatos malditos. Después de no poder reclutar a Percy, Luke lo somete en una pelea. Sin embargo, Annabeth se revela, habiendo oído todo, y Luke huye. El último día del campamento, Percy se va para reunirse con Sally, Annabeth se va para reconectarse con su familia y Grover se va para buscar a Pan con un trío que promete reunirse en un año. Cronos le informa a Percy en un sueño que él es clave para su regreso. En una escena de mitad de créditos, Gabe, luego de su divorcio con Sally, abre un paquete devuelto que contiene la cabeza de Medusa y se convierte en piedra.                                | |                 |                                            |                           |

## Producción

### Desarrollo
En noviembre de 2018, Rick Riordan declaró que creía que no tendría control creativo sobre un reinicio de Disney de la serie de novelas de Percy Jackson si sucediera, al igual que su experiencia con la serie de películas con 20th Century Fox . En diciembre de 2019, Riordan presentó una adaptación de las novelas a Walt Disney Company, que había adquirido Fox en marzo de ese año. Para mayo de 2020, se estaba trabajando en una serie de Disney+ basada en Percy Jackson, con la primera temporada preparada para adaptar el primer libro de la serie, El ladrón del rayo . Riordan reveló en marzo de 2021 que la búsqueda de los directores y el elenco de la serie estaba en marcha, y James Bobin fue anunciado como el director del episodio piloto en octubre. Jonathan E. Steinberg y Dan Shotz también fueron anunciados como showrunners en julio.
La serie recibió luz verde en enero de 2022, con Disney Branded Television, 20th Television y Gotham Group produciendo el proyecto. Steinberg, Shotz, Bobin y Riordan fueron anunciados como productores ejecutivos junto con Rebecca Riordan, Bert Salke, Monica Owusu-Breen, Jim Rowe, Anders Engström, Jet Wilkinson, Ellen Goldsmith-Vein, Jeremy Bell y DJ Goldberg. En la D23 Expo en septiembre, se reveló que Anders Engström y Jet Wilkinson también serían productores ejecutivos de la serie. El mismo mes, Riordan reveló que Engström dirigiría los episodios tercero y cuarto, mientras que Wilkinson dirigiría el quinto y sexto.

### Guion
Los borradores del episodio piloto se estaban revisando en marzo de 2021. En abril de 2021, se anunció que Steinberg se desempeñaría como coguionista y productor ejecutivo del piloto junto con Riordan. El mismo día, Monica Owusu-Breen, Daphne Olive, Stewart Strandberg, Zoë Neary, Joe Tracz y Xavier Stiles se unieron como escritores. Cada temporada de la serie adaptará una entrega de la serie de libros, siendo la primera temporada una adaptación de The Lightning Thief . Además de escribir el piloto, Riordan y el co-showrunner Steinberg crearon una biblia de la serie para el programa, además de planificar la trama para la primera temporada y crear ideas para posibles temporadas futuras.

### Casting
El casting preliminar comenzó en abril de 2021. En enero de 2022, Walker Scobell fue elegido para el papel principal como Percy Jackson, y esto se anunció en abril. Al mes siguiente, se anunció que Leah Sava Jeffries y Aryan Simhadri interpretarían respectivamente a Annabeth Chase y Grover Underwood, dos amigos cercanos de Percy. El casting de Jeffries recibió una reacción violenta en línea debido a que Annabeth no aparecía como negra en las novelas, lo que Riordan condenó por ser comentarios racistas. En junio, se anunció que Virginia Kull, Glynn Turman, Jason Mantzoukas, Megan Mullally y Timm Sharp aparecerían en funciones recurrentes como Sally Jackson, Quirón, Dionisio, Alecto y Gabe Ugliano, respectivamente. El mismo mes, Dior Goodjohn y Charlie Bushnell se unieron al elenco en papeles recurrentes como Clarisse La Rue y Luke Castellan, mientras que se anunció que Olivea Morton interpretaría a Nancy Bobofit en un papel invitado.

### Rodaje
El rodaje comenzó el 2 de junio de 2022 en Vancouver, Canadá, bajo el título provisional Mink Golden, y concluyó el 2 de febrero de 2023. La serie utilizará un escenario LED impulsado por la tecnología de efectos visuales StageCraft de Industrial Light & Magic.

## Marketing
Se reveló un adelanto de la serie durante la D23 Expo en septiembre de 2022. Rotem Rusak de Nerdist destacó cómo el teaser presentaba las primeras líneas de The Lightning Thief, mientras que Kendall Myers de Collider notó el tono oscuro del teaser.

## Lanzamiento
La serie se estrenó en Disney+ en 2024. y la primera temporada consta de ocho episodios. En julio de 2022, Riordan declaró que la serie probablemente se estrenaría a principios de 2024, un plazo que se confirmó en septiembre.